# メキシカン・ヘアレス・ドッグ

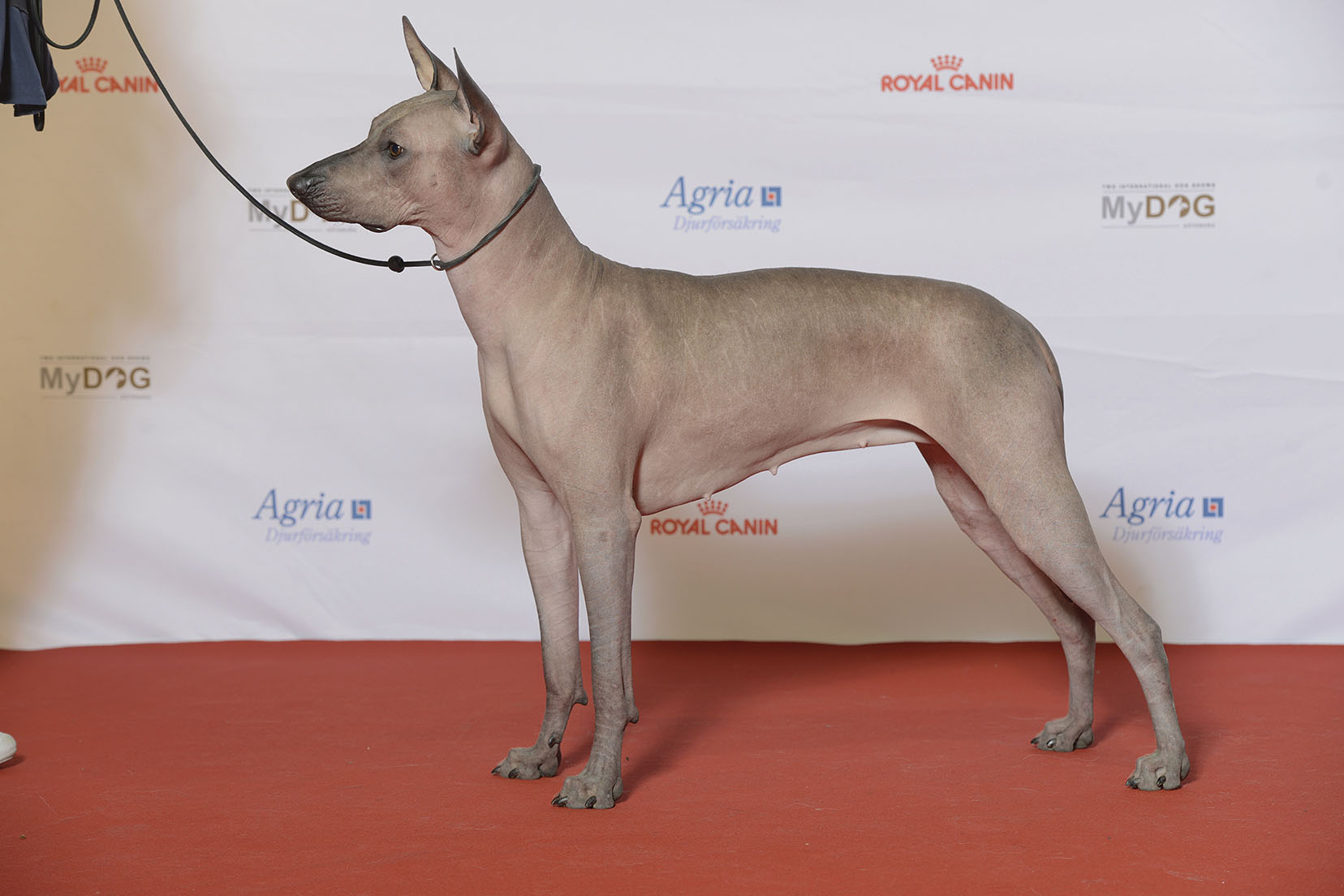
メス

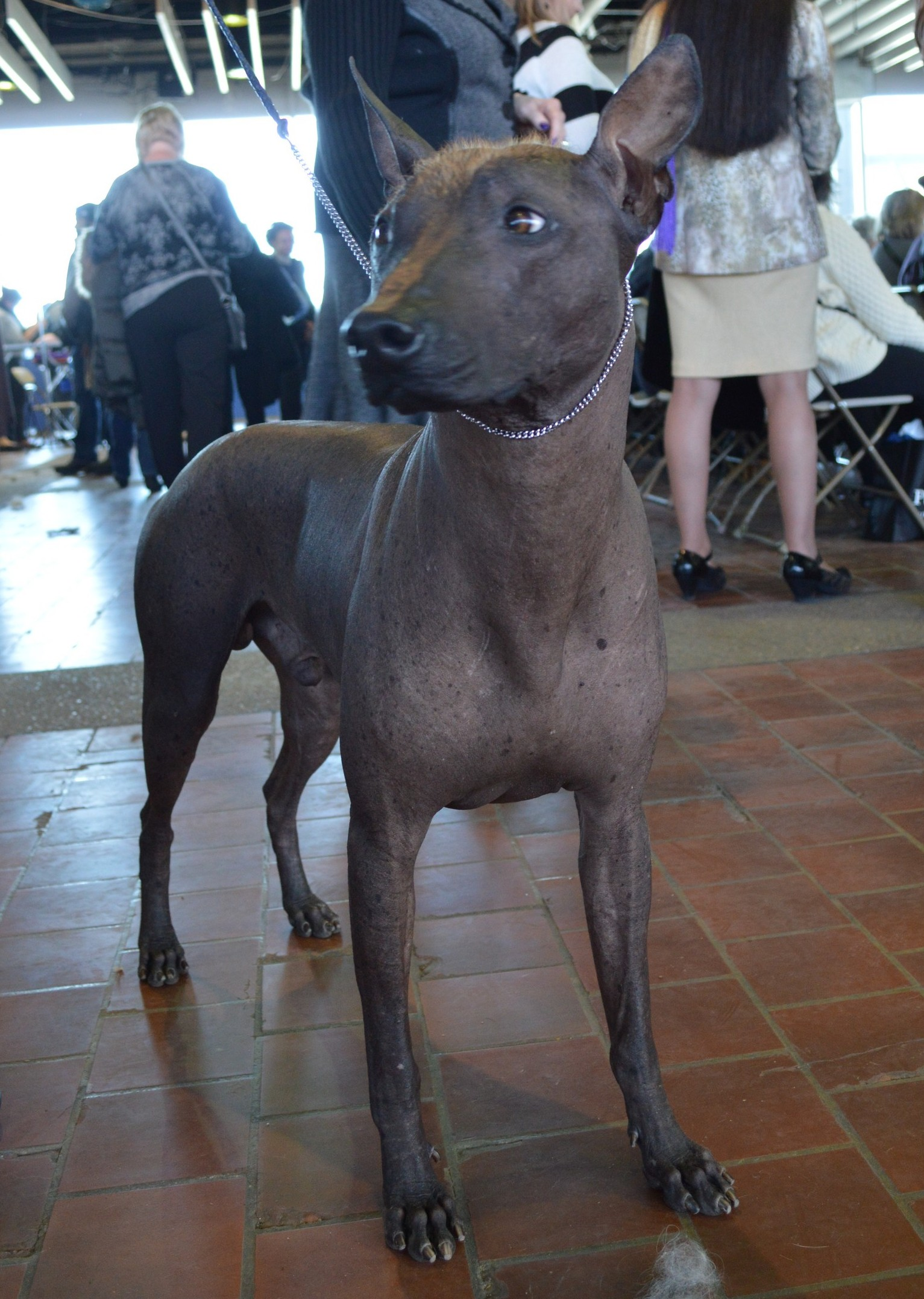
オス

メキシカン・ヘアレス・ドッグ（英：Mexican Hairless Dog）とは、メキシコ原産のヘアレス犬種である。原産地での正式名はショロイッツクゥイントリ（英：Xoloitzcuintli）、通称はショロ（英：Xolo）。ジャパンケネルクラブは2011年9月1日以降コーテッド（被毛）とあわせて犬種名をショロイツクインツレ（Xoloitzcuintle）に変更した。
ここでは通常サイズであるスタンダード種を軸に解説していくが、それに加えてミニチュア種とトイ種についても解説を行う。

## 歴史
かなり古くから存在していた犬種で、アステカ帝国の成立前から存在していたのではないかと考えられている。変わった現地名は、「ショロ」が「ショロトル神の」、「イッツクゥイントリ」が「犬（イズクゥイントリの変形語）」をあらわしている。土着の犬種から派生した固有種で、もともとは貴重なタンパク源として食用にされていた。タンパク源が他の動物に変わると本種はペット及び実用犬としてのみ使われるようになった。

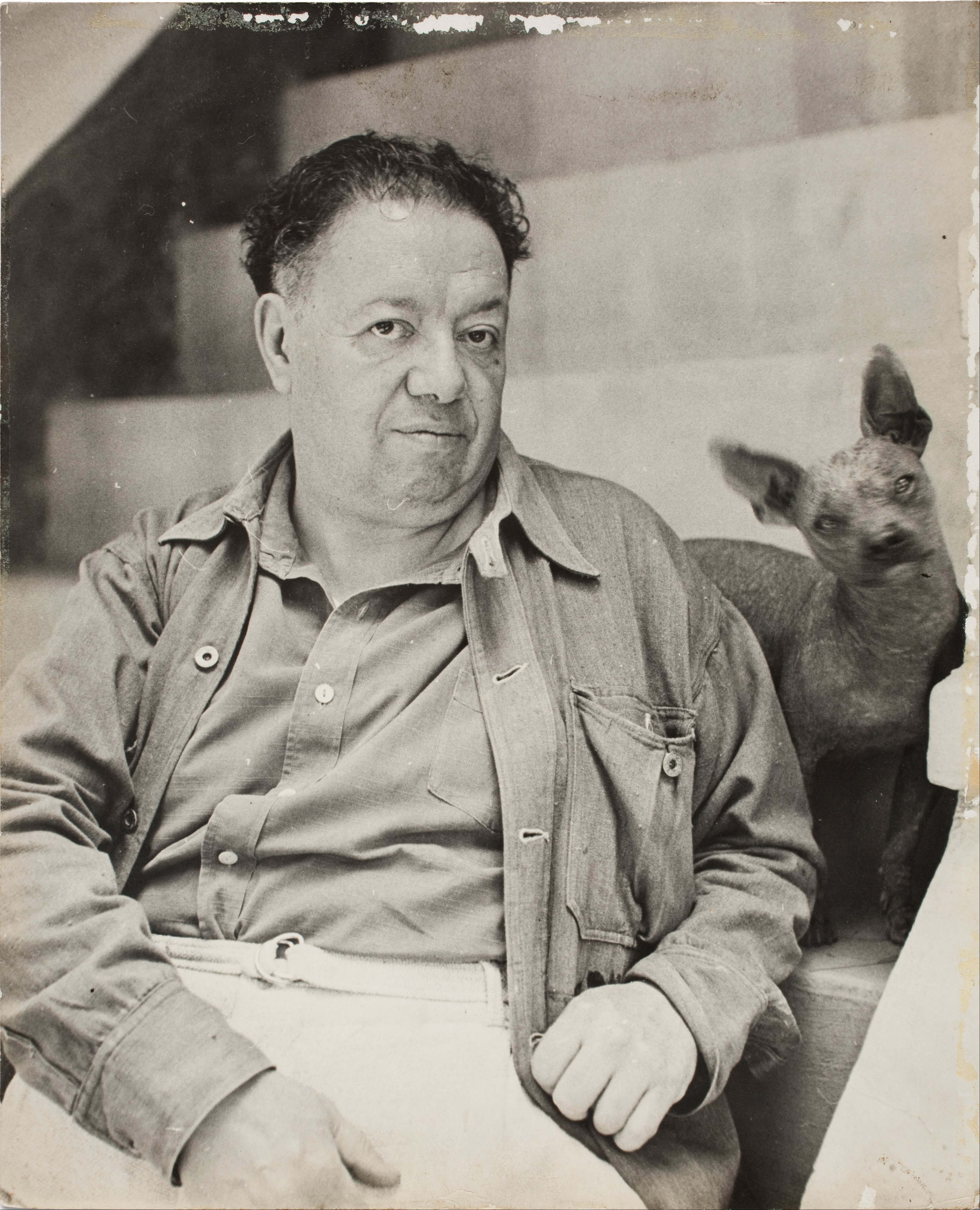
ディエゴ・リベラとショロ

実用犬としての働きは湯たんぽや温湿布として使われることである。湯たんぽとして使われるときは、夜間の寒さをしのぐために主人よりも先に布団で寝かせて寝床を暖める。また、抱っこして寝る事により冷えから来る腹痛を予防する効果もある。温湿布としては、病人や患部に本種の体を当てて暖めるのに使われていた。この仕事により本種が病気を緩和することができるのは風邪や筋肉痛、頭痛、不眠症、喘息などであるといわれている。このように医薬品として人と接させる機会が多かったため、より友好的なものが好まれて選択繁殖された。
もともと希少な犬種であったが、スペイン人が原産地を侵略した際は容赦なく食用にされ、絶滅寸前になってしまった。ちなみに、スペイン人の侵略により同じく絶滅の危機に追い込まれたメキシコ原産の犬種は、チワワの先祖のテチチである。テチチは後に絶滅してしまったが、本種は原地民により大切に保護されて生き残り、種として生き残ることができた。
1887年アメリカンケネルクラブに登録、後にFCIに公認犬種として登録され、現在はショードッグとしても使われるようになった。食用犬として食べられることは既になくなっている。しかし、本種の頭数はいまだに少なく、後述するミニチュア種とトイ種を合わせても世界中で500 - 600頭しか存在していないともいわれている。

## ミニチュア・メキシカン・ヘアレス・ドッグ
ミニチュア・メキシカン・ヘアレス・ドッグ（英：Miniature Mexican Hairess Dog）とは、通常サイズのメキシカン・ヘアレス・ドッグの小型版犬種である。
もともとメキシカン・ヘアレス・ドッグはスタンダードが定まっておらず、さまざまな大きさの犬がいたが、スタンダード（犬種基準）を定めるにあたって大型犬サイズのものがスタンダードとされ、それ以下の中型犬サイズのものはミニチュア種として分類されるようになった。サイズ以外はスタンダード種とほとんど変わりがないが、トイ種が作出されるまでは人気がある犬種であった。
尚、メキシカン・ヘアレス・ドッグはFCIやジャパンケネルクラブを始め、多くの国で3つのサイズが公認されているが、よく出回っているものがトイ種であるため、サイズ階級を無視して小型犬として表示している図鑑があるため、注意が必要である。

## トイ・メキシカン・ヘアレス・ドッグ
トイ・メキシカン・ヘアレス・ドッグ（英：Toy Mexican Hairess Dog）とは、メキシカン・ヘアレス・ドッグの最も小さいサイズ階級の犬種である。もともとはミニチュア・メキシカン・ヘアレス・ドッグのサイズよりも小さな個体たちの呼称であったが、1950年代になると犬種として固定されるようになった。気温の高い国のための愛玩犬として作出された犬種だが、スウェーデンなどの北国にも輸出されている。もちろんヘアレス犬種は寒さに弱いため、気温が低い場所での飼育には向いていない。

## 特徴

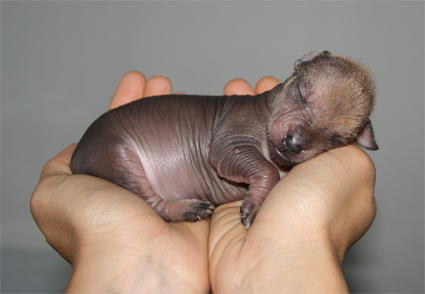
仔犬

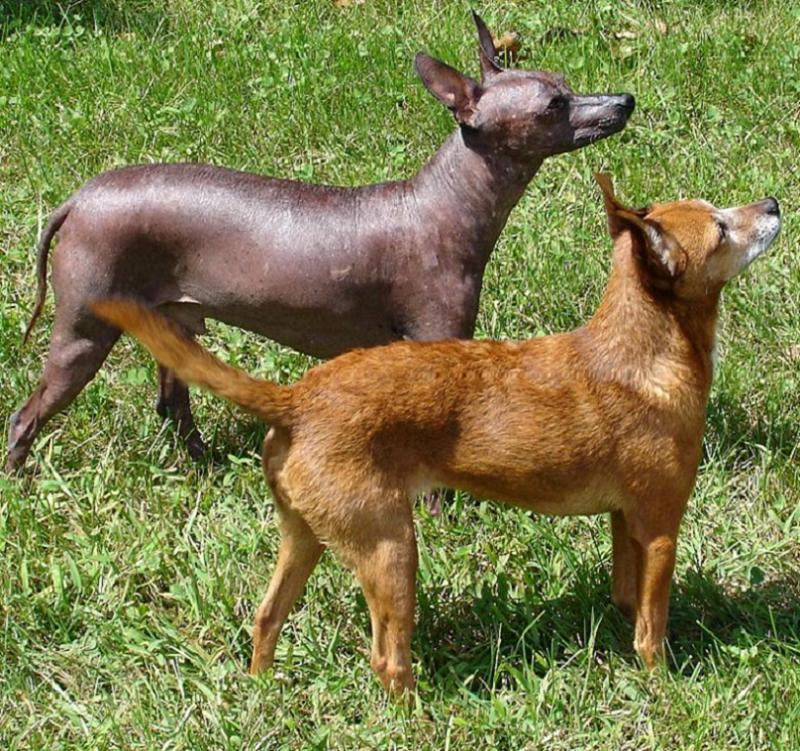
ヘアレスとコーテッド

上にも述べたとおり、メキシカン・ヘアレス・ドッグには3つのサイズ階級があるが、容姿の違いはあまりない。引き締まった体つきで、皮膚は局所的に小さなしわが寄ることがある。肌はなめらかでやわらかく、さわると温かい。肌の色は黒っぽいピンクなどで、いくらか日差しから身を守ることができる。マズル、脚、尾は長く、折れ耳・サーベル形の垂れ尾を持つ。ヘアレス犬種のため通常は毛が全く生えていない（ただし稀に頭頂部にモヒカンのような毛があるものも出現する）が、全身に毛が生えているパウダーパフタイプのものも生まれる。それのコートの長さはスムースコートで、毛色に制限はない。また、ヘアレスのものは通常の犬種よりも歯が数本足りないが、パウダーパフのものは歯が全て揃っている。この個体は種の安定に欠かせない貴重な存在であるため、通常のヘアレスタイプのものと交配させるためのブリーディング・ストックとして確保され珍重される。
サイズはスタンダードが45〜55cmの中型犬、ミニチュアが体高35〜45cmの中型犬、トイが体高25〜35cmの小型犬である。性格は愛情深く陽気で友好的で、ひとなつこい。しつけもよく入り、子供に対しても寛容なため、家庭犬として飼育するのによく向いた犬種である。運動量も普通（全サイズ階級共通）だが、初心者が飼育しにくい理由は肌の手入れがやや難しい点にある。体に犬用のスキンクリームを塗って乾燥を防ぎ、夏は熱中症を防ぐために気温が高い時間の外出を避け部屋を快温にし、冬は風邪をひかないように低温の日は散歩の際は服を着せる必要もある。しかし、このことを考慮すれば普通の犬と同じように飼育することができる。毛がないため、犬アレルギーを持つ人でも飼育が可能と一般的に認知されているが、アレルギー反応を起こす要因の一つに、犬、猫含めて、動物油脂による過剰反応が原因としてあげられる場合がある。そのため、必ずしも毛がないからと言って、アレルギー反応を抑えることができる犬種とは限らない。

## 参考
- 『日本と世界の愛犬図鑑2007』（辰巳出版）佐草一優監修
- 『デズモンド・モリスの犬種事典』デズモンド・モリス著書、福山英也、大木卓訳 誠文堂新光社、2007年
- 『日本と世界の愛犬図鑑2009』（辰巳出版）藤原尚太郎編・著